# Linia kolejowa Oschatz – Strehla
Linia kolejowa Oschatz – Strehla – wąskotorowa linia kolejowa w Niemczech, w kraju związkowym Saksonia. Łączy Oschatz i Strehla nad Łabą. Od 1972 jest wyłączona z eksploatacji.